# Agrostis boormanii
Agrostis boormanii é uma espécie de gramínea do gênero Agrostis, pertencente à família Poaceae.